# Omar Hernández
Omar Hernández Riaño, apodado como El Zorro (Bogotá, 20 de enero de 1962), es un excliclista colombiano.

## Carrera deportiva
Profesional desde 1986 hasta 1991. Fue portador del maillot de líder de Vuelta a España 1989, competición en la que en 1987 logró una victoria de etapa.
En 1988, su papel siendo parte del equipo Reynolds, fue ser gregario del español Pedro Delgado principalmente para soportarlo en las etapas de montaña del Tour de Francia, con notable desempeño jugando un rol destacado en la victoria final del Español.
En 1989, como corredor del equipo Kelme apoyó como gregario a Fabio Parra en montaña. Durante la Vuelta a España de 1989 hace parte de una escapada durante la 6.º etapa, la cual lo lleva a ocupar el primer lugar de la clasificación general provisional hasta la 15,º etapa. Desde entonces, vuelve a su rol de gregario para ayudar a Parra luchar por el triunfo de Vuelta, quien a su vez terminó en el segundo lugar de la clasificación general.

## Palmarés
- Vuelta a Boyacá
  - Ganador de la clasificación general 1985.
- Vuelta a Cundinamarca
  - 2.º en la Vuelta a Cundinamarca 1987.
- Vuelta a Colombia
  - 2.º en la Vuelta a Colombia 1986.
- Vuelta a España
  - Ganador de la clasificación de las neoprofesionales en 1986.
  - 1 etapa en la Vuelta a España.

## Resultados en las Grandes Vueltas
Durante su carrera deportiva ha conseguido los siguientes puestos en las Grandes Vueltas:
| Carrera         | 1986 | 1987 | 1988 | 1989 | 1990 | 1991 |
| --------------- | ---- | ---- | ---- | ---- | ---- | ---- |
| Giro de Italia  | -    | -    | 47°  | -    | -    | -    |
| Tour de Francia | Ab.  | 24º  | Ab.  | Ab.  | 46.º | -    |
| Vuelta a España | 13.º | 10°  | -    | 41°  | 56°  | Ab.  |

-: no participa 

Ab.: abandono

## Equipos
Aficionado:
- 1981:  Telecom Antioquia
- 1982:  Lotería de Bogotá
- 1984:  Perfumería Yaneth
- 1985:  Centro Fiat Servirepuestos

Profesional:
- 1986:  Postobón Manzana - RCN
- 1987:  Postobón Manzana
- 1988:  Reynolds - Reynolon - Pinarello
- 1989:  Kelme - Iberia - Varta
- 1990:  Postobón Manzana - Ryalcao
- 1991:  Postobón Manzana